# Damar Hamlin
Damar Romeyelle Hamlin (geboren am 24. März 1998 in McKees Rocks, Pennsylvania) ist ein US-amerikanischer American-Football-Spieler auf der Position des Safeties. Er spielte College Football für die University of Pittsburgh und wurde in der sechsten Runde des NFL Draft 2021 von den Buffalo Bills ausgewählt.

## College
Hamlin besuchte die Central Catholic High School in Pittsburgh, Pennsylvania, und spielte dort Basketball und Football. Er galt als bester Defensivspieler seines Abschlussjahrgangs in Pennsylvania. Ab 2016 ging Hamlin auf die University of Pittsburgh, um College Football für die Pittsburgh Panthers zu spielen. In seiner ersten Saison kam er verletzungsbedingt nur in drei Spielen zum Einsatz. Auch in der Saison 2017 verpasste Hamlin drei Spiele verletzungsbedingt, von den verbleibenden neun Spielen bestritt er vier als Starter und verzeichnete seine erste Interception. Infolge der Abgänge von Avonte Maddox und Jordan Whitehead in die NFL war Hamlin ab 2018 Stammspieler bei den Panthers. Im ersten Spiel der Saison 2018 gelang ihm ein Pick Six über 79 Yards, mit insgesamt 90 Tackles führte er sein Team in dieser Statistik an. In der Saison 2019 setzte Hamlin 84 Tackles. Da er sich die Saison 2016 nachträglich als Redshirtjahr anrechnen lassen konnte, erhielt Hamlin für die Saison 2020 ein weiteres Jahr lang Spielberechtigung am College und war in seinem letzten College-Jahr einer der Teamkapitäne. Er kam in 10 Spielen auf 67 Tackles, zwei Interceptions und sieben verhinderte Pässe. Hamlin nahm nach Abschluss einer College-Karriere am Senior Bowl teil.

## NFL
Hamlin wurde im NFL Draft 2021 in der sechsten Runde an 212. Stelle von den Buffalo Bills ausgewählt. Als Rookie war Hamlin Ersatzspieler und sah wenig Einsatzzeit, bevor er in seiner zweiten NFL-Saison ab dem dritten Spieltag in die Startaufstellung aufrückte, da der etatmäßige Starter Micah Hyde für den Rest der Saison ausfiel.

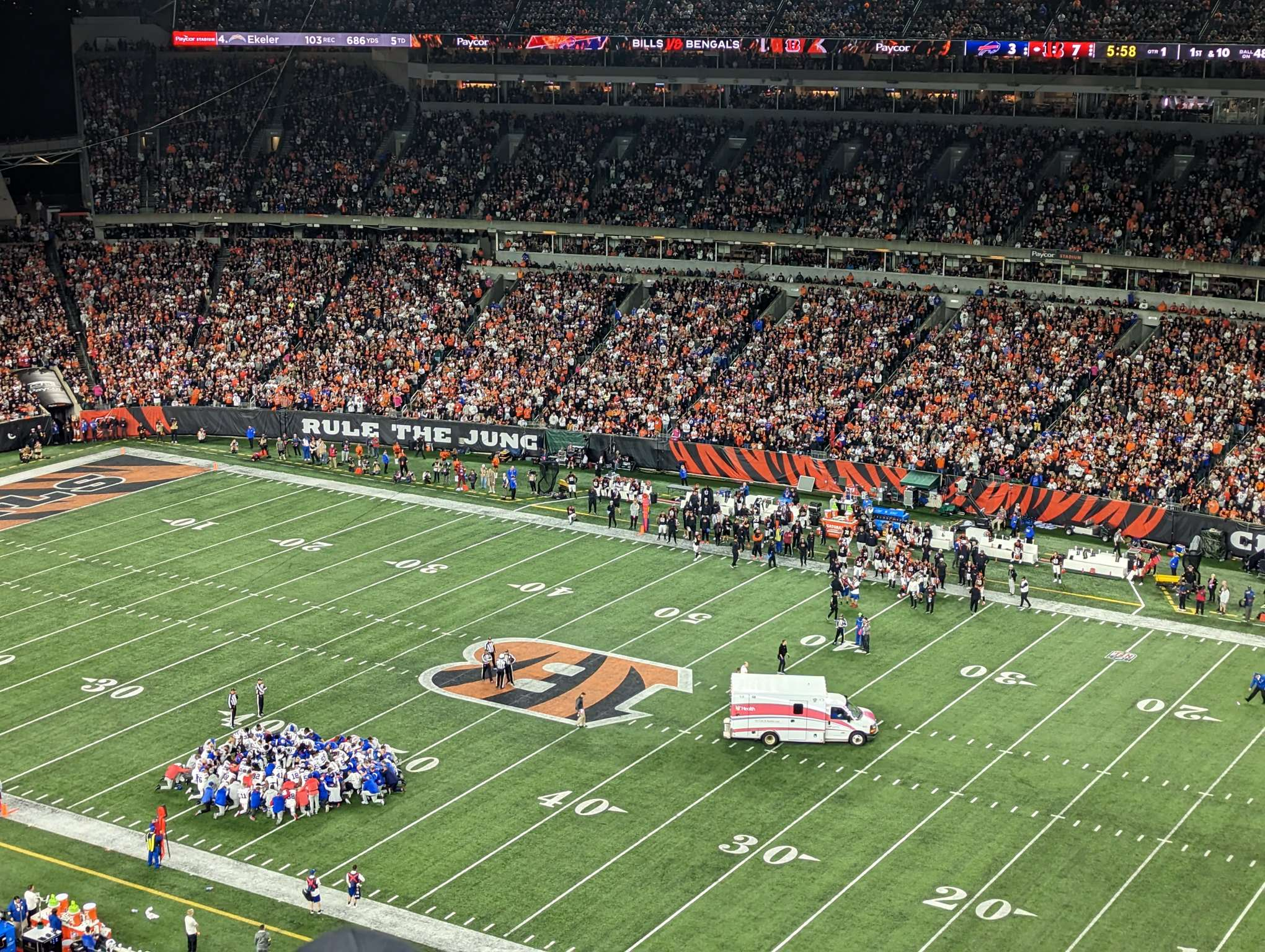
Hamlin wird nach seinem Zusammenbruch vom Feld gefahren, während Spieler und Betreuer der Buffalo Bills auf Knien beten

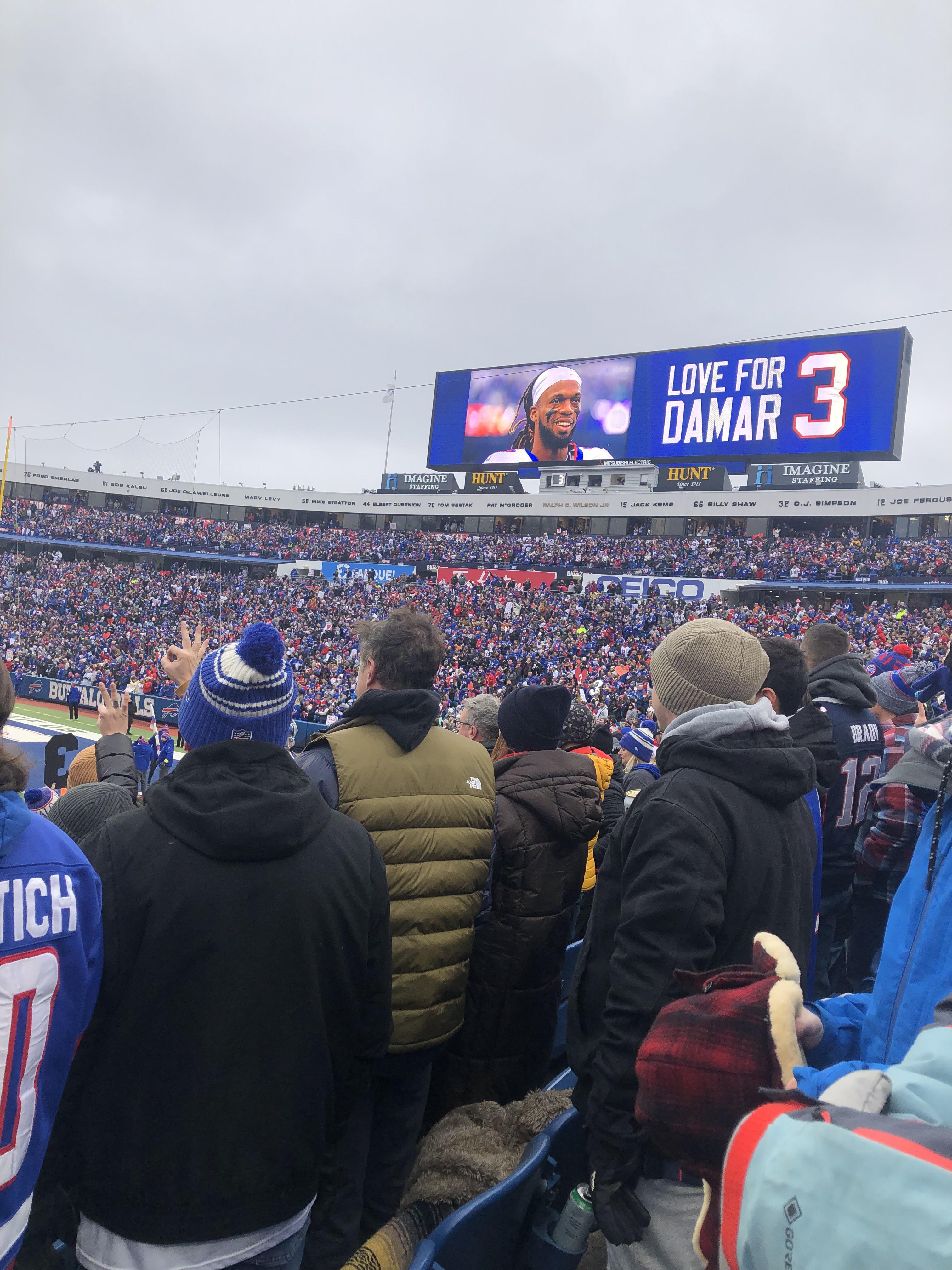
Anzeigetafel im Stadion der Buffalo Bills beim nächsten Heimspiel nach dem Zusammenbruch von Hamlin

Beim Monday Night Game in Woche 17 gegen die Cincinnati Bengals am 2. Januar 2023 brach Hamlin nach einem Tackle gegen Tee Higgins im Paycor Stadium auf dem Feld zusammen und musste nach einem Herzstillstand wiederbelebt werden. Er wurde in kritischem Zustand in das Medical Center der nahegelegenen University of Cincinnati gebracht, das Spiel wurde nach einer rund einstündigen Unterbrechung letztlich abgebrochen. Fans von beiden Teams versammelten sich anschließend vor dem Krankenhaus. In Cincinnati wurden zahlreiche Gebäude, darunter das Paycor Stadium, in der Farbe der Buffalo Bills blau beleuchtet. Ebenso wurden die unweit von Buffalo gelegenen Niagarafälle in der folgenden Nacht blau illuminiert, darüber hinaus beleuchteten zahlreiche NFL-Teams ihre Stadien in den Farben der Bills. Am 5. Januar gab sein Teamkollege Kaiir Elam via Twitter bekannt, dass Hamlin aus dem künstlichen Koma erwacht sei. Laut eines Statements der Buffalo Bills sei Hamlin weiterhin in kritischem Zustand, scheine aber keine neurologischen Schäden davongetragen zu haben und mache Fortschritte. Am 6. Januar konnte er ohne künstliche Hilfe atmen. Das Entfernen der Schläuche erlaubte ihm, wieder zu sprechen. Gleichentags wendete er sich in einer kurzen Videobotschaft an seine Teamkollegen. Am Folgetag bedankte er sich über Instagram und Twitter für die Unterstützung und Gebete. Neun Tage nach seinem Zusammenbruch wurde Hamlin am 11. Januar aus dem Krankenhaus entlassen. Am 12. August 2023 betrat Hamlin im Preseasonspiel der Bills gegen die Indianapolis Colts erstmals nach seinem Herzstillstand wieder das Spielfeld in einem NFL-Spiel.
Im Mai 2023 wurde Hamlin mit dem George Halas Award ausgezeichnet, der jährlich an dasjenige Mitglied eines NFL-Teams vergeben wird, das die meisten Schwierigkeiten zu überwinden hatte. Zuvor hatte er im April bekanntgegeben, seine Footballkarriere fortsetzen zu wollen. Im Juli 2023 übergab Hamlin im Rahmen der ESPY-Awards den Pat Tillman Award for Service an den Trainerstab der Buffalo Bills. Hamlin kam in der Saison 2023 in fünf Spielen zum Einsatz und belegte bei der Wahl zum NFL Comeback Player of the Year Award den zweiten Platz hinter Joe Flacco. In der Spielzeit 2024 war Hamlin wieder Stammspieler und verzeichnete mit 89 Tackles, fünf abgewehrten Pässen und zwei Interceptions seine bis dahin produktivste Saison. Im März 2025 unterschrieb er einen neuen Einjahresvertrag im Wert von zwei Millionen US-Dollar bei den Bills.

### NFL-Statistiken
| Saison                             | Saison | Spiele | Spiele      | Tackles | Tackles | Tackles | Tackles | Interceptions | Interceptions | Interceptions | Interceptions | Interceptions | Fumbles | Fumbles | Fumbles |
| Jahr                               | Team   | Spiele | als Starter | Gesamt  | Solo    | Ast     | Sacks   | PD            | INT           | Yds           | Lng           | TD            | FF      | FR      | TD      |
| ---------------------------------- | ------ | ------ | ----------- | ------- | ------- | ------- | ------- | ------------- | ------------- | ------------- | ------------- | ------------- | ------- | ------- | ------- |
| 2021                               | BUF    | 14     | 0           | 2       | 2       | 0       | 0,0     | 2             | 0             | 0             | 0             | 0             | 0       | 0       | 0       |
| 2022                               | BUF    | 15     | 13          | 91      | 63      | 28      | 1,5     | 2             | 0             | 0             | 0             | 0             | 1       | 0       | 0       |
| 2023                               | BUF    | 5      | 0           | 2       | 2       | 0       | 0,0     | 0             | 0             | 0             | 0             | 0             | 0       | 0       | 0       |
| 2024                               | BUF    | 14     | 14          | 89      | 62      | 27      | 0,0     | 5             | 2             | 19            | 19            | 0             | 0       | 0       | 0       |
| Gesamt                             | Gesamt | 48     | 27          | 184     | 129     | 55      | 1,5     | 9             | 2             | 19            | 19            | 0             | 1       | 0       | 0       |
| Quelle: pro-football-reference.com |        |        |             |         |         |         |         |               |               |               |               |               |         |         |         |

## Persönliches
Hamlin betreibt seit 2020 eine Stiftung, die jährlich an Weihnachten Spielzeug an bedürftige Kinder verschenkt. Nach seinem Zusammenbruch auf dem Feld erhielt seine Kampagne innerhalb eines Tages fast sechs Millionen US-Dollar an Spenden. Zu den Spendern gehörten unter anderem Tom Brady, Russell Wilson, Robert Kraft und die New England Patriots, Matthew Stafford und Davante Adams.
Einige Wochen nach seiner Genesung hatte Hamlin einen Überraschungsauftritt in einer Folge der neunten Staffel von The Masked Singer. Er begleitete seinen jüngeren Bruder Damir zur Aufzeichnung der Episode, die unter dem Motto Sesame Street Night stand. Hamlin wurde am Anfang der Folge auf die Bühne gebeten und führte ein kurzes Gespräch mit dem Rateteam sowie dem Moderator Nick Cannon.